# Мракотице
Мракотице (чеш. Mrákotice) је мало село које припада граду Седлец-Прчице у округу Прибрам, у Средњочешком крају, Чешка Република.

## Становништво
Према подацима о броју становника из 2001. године насеље је имало 53 становника.